# منتالبس

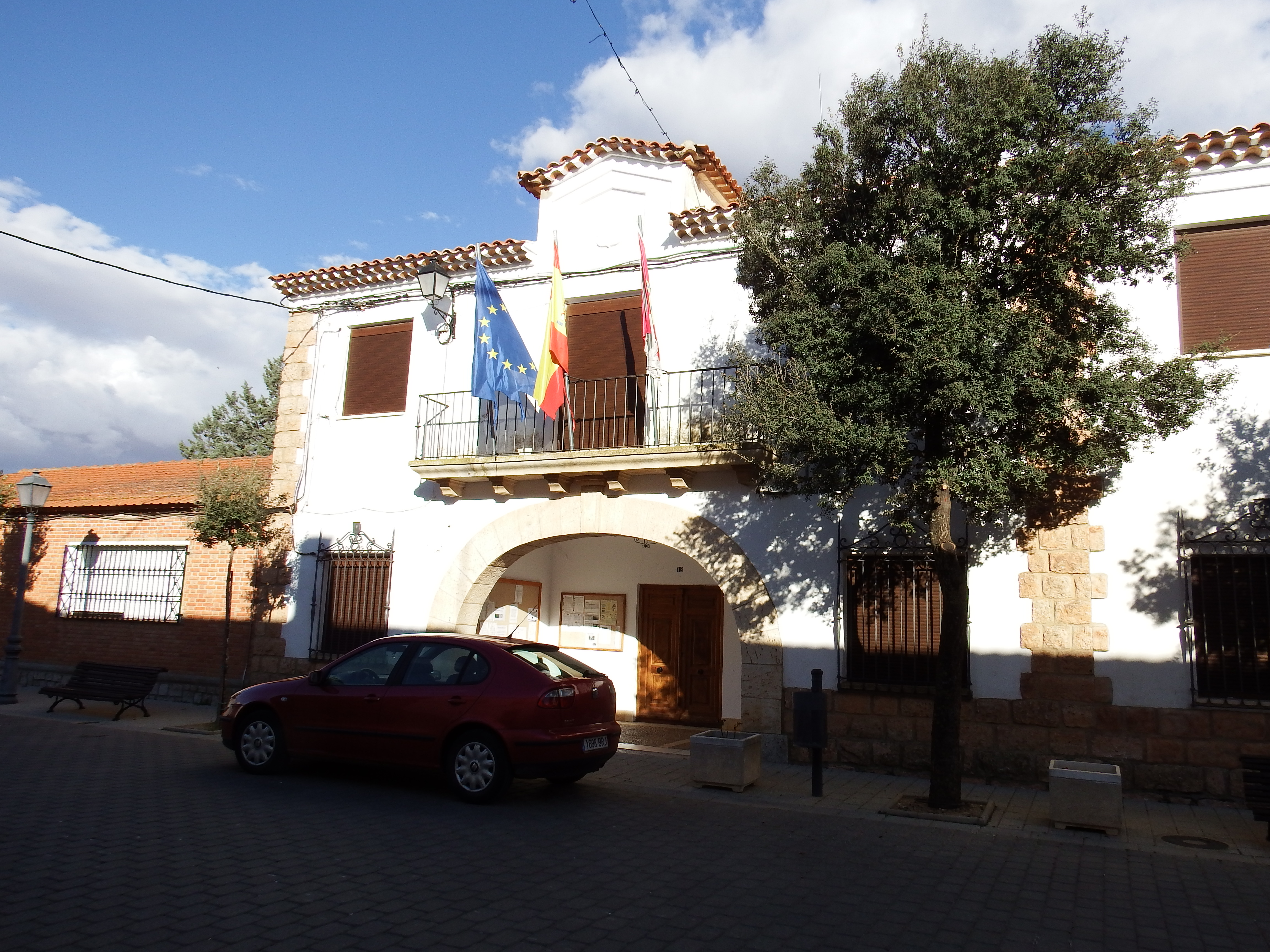
نمایی از ساختمان شورای دهستان منتالبس در آلباستهٔ اسپانیا - ۲۰۱۹

منتالبس دهستانی در استان آلباستهٔ اسپانیا است.
در این دهستان ۱۴۶ نفر زندگی می‌کنند. مساحت این دهستان ۲۴٫۶۷ کیلومتر مربع است.